# Pieter Wijdenes
Pieter Wijdenes (Opperdoes, 22 december 1872 – Amsterdam, 17 februari 1972) was een Nederlands wiskundige.

## Levensloop
Pieter Wijdenes werd op 22 december 1872 als derde kind in een groot landbouwersgezin geboren te Opperdoes onder Medemblik. Hij bezocht de lagere school te Nibbixwoud, waarheen zijn ouders in 1879 waren verhuisd. 

### Onderwijs
Na de lagere school doorliep Pieter de voorbereidende klas van de Normaalschool te Hoorn en verwierf op veertienjarige leeftijd door een vergelijkend examen (waarvoor hij als nummer één slaagde) toelating tot de Kweekschool voor onderwijzers te Middelburg en een beurs van f 300 per jaar. Zijn onderwijzersakte dateert van 1891; zijn beste vakken waren aardrijkskunde en geschiedenis. Op tijdelijke aanstellingen te Middelburg en Diemerbrug volgde aanstelling in vaste dienst met ingang van 1 januari 1892 als onderwijzer aan de openbare lagere school op de Lauriergracht te Amsterdam (een benoeming op zo jeugdige leeftijd was in die jaren in Amsterdam een zeldzaamheid): aanvangssalaris f 600 per jaar, met verhoging na één en twee jaar tot f 800 resp. f 1000, telkens na een proefles ten overstaan van een deskundige.
Bijna geheel door zelfstudie (voor natuurkunde nam hij les bij P.H. van der Ley te Haarlem) verwierf hij de hoofdakte (1895) en daarna achtereenvolgens de akten tekenen en wiskunde L.O. en de akten wiskunde (1899, 1901) en boekhouden M.O. (KI, KV en KXII). Ter voorbereiding van het KV-examen volgde Wijdenes als toehoorder de colleges van D. J. Korteweg en A.J. van Pesch, die mede vanwege zijn wens van 12 tot 1 uur 's middags werden gehouden; dit betekende dat hij viermaal in de week tussen twee schooltijden naar de Oude Manhuispoort moest. Onder het gehoor van deze hoogleraren leerde hij enige studenten kennen die later als wiskundigen bekend zouden worden: H.J.E. Beth, L.E.J. Brouwer, L. Crijns.

### Periode in Almelo
Nu hij bevoegd was tot het geven van wiskunde-onderwijs in de eerste drie klassen van een HBS, solliciteerde Wijdenes naar Almelo en had daarbij de medewerking van de inspecteur K. ten Bruggencate, de auteur van het bekende Engelse woordenboek. Benoeming aan de HBS aldaar volgde op 1 februari 1902, precies tien jaar na zijn entree op de Amsterdamse Lauriergracht. Tijdens zijn vijfjarig verblijf te Almelo leidde hij ook vele onderwijzers uit Twente op voor de akte wiskunde L.O.; onder hen bevond zich H.G.A. Verkaart, schoolhoofd te Haaksbergen, later te Roermond, die van de oprichting in 1913 af 25 jaar lang samen met hem het Nieuw Tijdschrift voor Wiskunde zou redigeren.

### Periode in Rotterdam
Van 1907 tot 1911 was Wijdenes leraar aan de driejarige HBS aan de Kortenaerstraat te Rotterdam en van 1911 tot 1925 aan de driejarige HBS aan de Weteringschans te Amsterdam (directeur: de latere minister van onderwijs Bolkestein (1871-1956, grootvader van voormalig eurocommissaris, minister en Kamerlid Frits Bolkestein)). Als auteur van wiskundeboeken is Wijdenes sinds 1907 werkzaam geweest; van dat jaar dateert ook de relatie met de uitgever P. Noordhoff te Groningen, die werd voortgezet met de Erven P. Noordhoff NV en - nog later - met de NV Wolters-Noordhoff. De over de honderd school- en studieboeken van zijn hand hebben een belangrijke rol gespeeld op het Nederlandse wiskunde-onderwijs in de eerste helft van de 20e eeuw; zijn 'Algebra voor MULO', verschenen in 1912, beleefde zelfs 70 drukken.

## Publicistische arbeid
De toenemende mate waarin de publicistische arbeid beslag op hem legde, deed Wijdenes besluiten in december 1925 ontslag uit de dienst van de gemeente Amsterdam te nemen. (Het tijdstip van het ontslag werd evenwel voornamelijk bepaald door de weigering van de wethouder van onderwijs, hem een langdurig verlof 'buiten bezwaar' toe te kennen; hij wilde dat verlof besteden aan een wereldreis, die hem voor ogen stond.) 
Tot die publicistische arbeid moet vooral ook worden gerekend zijn redacteurschap van het Nieuw Tijdschrift voor Wiskunde (1913-1938). Samen met P. Jansen, directeur van de gemeentelijke kweekschool, en W.J. Heijdeman, 
directeur van de MTS, verzorgde hij in de jaren twintig een gerenommeerde opleiding voor de akte KI. Zijn beste leerlingen op deze cursus, K. Harlaar en H. Herreilers, werden zijn naaste medewerkers en hebben zich later zelfstandig aan de opleiding voor M.O.-kandidaten gewijd; beiden zijn ook vele jaren als redacteur van het Nieuw Tijdschrift voor Wiskunde opgetreden. De 75e jaargang (1987/88) was de laatste van het Nieuw Tijdschrift voor Wiskunde: in 1988 werd het opgeheven. 
Ook de oprichting, in 1924, van Euclides, maandblad voor de didactiek van de exacte vakken (waarvan de eerste drie jaargangen verschenen onder de titel Bijvoegsel van het Nieuw Tijdschrift voor Wiskunde), was Wijdenes' werk. Voorts had hij een belangrijk aandeel in de totstandkoming van de wetenschappelijke periodieken Christiaan Huygens (later met het Belgische Wis- en Natuurkundig Tijdschrift verenigd tot Simon Stevin) en Compositio Mathematica.
Tot het wetenschappelijke werk van Wijdenes behoort zijn in 1937 verschenen Five Place Tables, waarvan nog in 2012 een herdruk verscheen. Wijdenes plaatste zich hiermee in de traditie van Adriaen Vlacq en o.m. Jean-François Callet, wiskundigen uit resp. de 17e en 18e eeuw.
Met Pieter van de Vliet schreef Wijdenes educatieve werken die tot in de jaren zeventig bleven verschijnen in nieuwe oplagen. 

## Laatste jaren
Op zijn tachtigste verjaardag werd hij benoemd tot ridder in de Orde van Oranje-Nassau en boden het Wiskundig Genootschap en de lerarenvereniging Wimecos hem het erelidmaatschap aan. Op zijn negentigste verjaardag viel hem een grootse huldiging door oud-leerlingen, leraren en hoogleraren uit binnen- en buitenland ten deel en in talrijke binnen- en buitenlandse publicaties is hem lof toegezwaaid. 
Pieter Wijdenes overleed op 17 februari 1972 te Amsterdam. 